# Buzica
Buzica (dříve Buzita, maďarsky Buzita) je obec na Slovensku v okrese Košice-okolí.

## Místopis
Obec se nachází v jižní části okresu Košice-okolí v bezprostřední blízkosti státní hranice s Maďarskem. Je zde hraniční přechod Buzica – Szemere. 
Nejbližšími slovenskými obcemi jsou Nižný Lánec ležící 2 kilometry východně a Rešica, která se od Buzice nachází 3 kilometry západně.

## Historie
Buzica byla poprvé písemně zmíněna v roce 1262 jako villa Bozita. Název obce se v průběhu historie změnil jen minimálně – v roce 1773 se obec jmenuje Buzitha/Buzicze, v 1786 Buzitta/Buzicze a v roce 1808 Buzita/Buzyce. Od roku 1863 byl používán již pouze název Buzita, který zůstal v platnosti až do roku 1948.
V uherském geografickém lexikonu z roku 1851 je obec uvedena jako převážně maďarská s 1 148 obyvateli. Statistika z roku 1910 vykazovala v Buzici 1 088 obyvatel opět převážně maďarské národnosti.
Po první světové válce připadla obec na základě Trianonské mírové smlouvy Československé republice. V listopadu 1938 po Vídeňské arbitráži připadla obec Maďarsku, ale po druhé světové válce se Buzica vrátila zpět do správy Československa. Ve druhé světové válce padlo 36 místních obyvatel a při přechodu válečné fronty umřelo dalších deset místních obyvatel.
V roce 1948 došlo ke změně názvu obce poslovenštěním koncovky -ita na Buzica.

## Kultura a zajímavosti

### Školství
Je zde základní škola s vyučovacím jazykem maďarským.

### Památky
- Římskokatolický kostel Povýšení sv. Kříže, jednolodní pozdněbarokní stavba se segmentovým ukončením presbytáře a věží tvořící součást stavby z let 1786 –1791. Úpravami prošel v letech 1832–1834, 1880 a 1897.[9] V interiéru se nachází výmalba od malíře Kubiczu z Košic z roku 1928. Fasáda kostela je členěna opěrnými pilířemi. Věž je lemována pilastry a ukončená barokní střechou.

- Kostel reformované církve, jednoduchá jednolodní toleranční stavba s pravoúhlým závěrem a predsunutou věží z roku 1787. V interiéru se nachází dřevěná empora se dvěma litinovými sloupy a stůl Páně z umělého kamene z počátku 20. století.[10] Kostel má hladkou fasádu, okna jsou půlkruhově ukončena. Věž má střechu ve tvaru jehlanu.
- Funkční mlýn rekonstruovaný v roce 2017.[11]

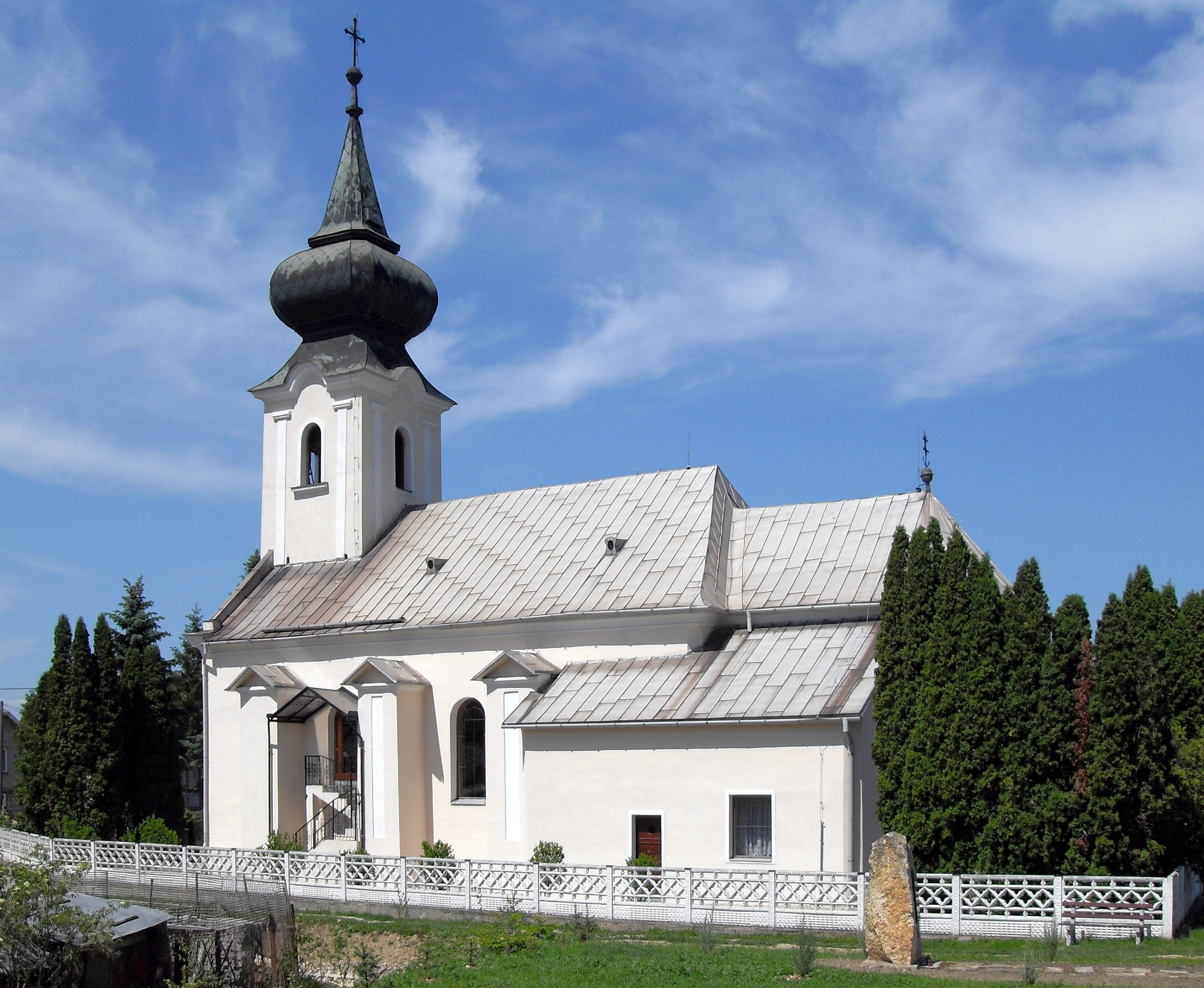
Kostel Povýšení sv. Kříže

## Doprava
Přes obec prochází slovenská silnice III/3400, která se na hraničním přechodu Buzica – Szemere napojuje na maďarskou silnici 2624. Na území obce se na silnici III/3400 napojují slovenské silnice III/3302 a III/3310.

## Partnerská obec
- Hidasnémeti, Maďarsko[12]